# دانشگاه اول علوم پزشکی سنت پترزبورگ (پاولف)
دانشگاه اول علوم پزشکی سنت پترزبورگ (پاولف) (روسی: Первый Санкт-Петербургский государственный медицинский университет имени академика И. П. Павлова یا ПСПбГМУ им. акад. И. П. Павлова) در سال ۱۸۹۷ در سنت پترزبورگ روسیه به عنوان اولین، کالج پزشکی برای زنان تأسیس شد.

## تاریخچه
خیلی زود بعد از بنیان‌گذاری دانشگاه به عنوان انستیتو پزشکی زنان، اعتبار دانشگاه به حدی رسید که تبدیل به یک مرکز خیلی مهم برای تحقیقات و آموزش پزشکی در روسیه شد.
جراحان ما بدون توجه به صدای جنگنده‌های دشمن و شلیک‌های ضدهوایی و انفجار مین‌ها به انجام عمل‌های جراحی پرداختند. دکتر استراشون، رئیس کل دانشگاه پزشکی سن پطرزبورگ بین سالهای ۱۹۴۱–۱۹۴۳

## حقایق تاریخی
- اولین مؤسسه آموزشی در اروپا که در آن زنها می‌توانستند مدرک معتبر پزشکی دریافت کنند.
- این دانشگاه زن‌های دانشمند بسیاری را پرورش داد. پزشکانی مثل آنا ساختنوفسکایا، کسی که اولین زنی بود در دنیا که به مقام استاد تمامی در رشته پزشکی رسید.

## علم
هرکجا که روح علم حاکم است، کارهای بزرگ با حداقل وسایط انجام می‌شوند. «نیکولای پیروگوف»

### دانشکده‌ها
- دانشکده پزشکی
- دانشکده دندان پزشکی
- دانشکده پزشکی ورزش
- دانشکده تربیت بدنی
- دانشکده پزشکی کودکان
- دانشکده روان‌شناسی بالینی
- دانشکده دانشجویان خارجی
- دانشکده پرستاری
- دانشکده تحصیلات تکمیلی
- دانشکده آماده‌سازی پیش دانشگاهی

## بیمارستان‌های دانشگاه
- بیمارستان زنان و زایمان

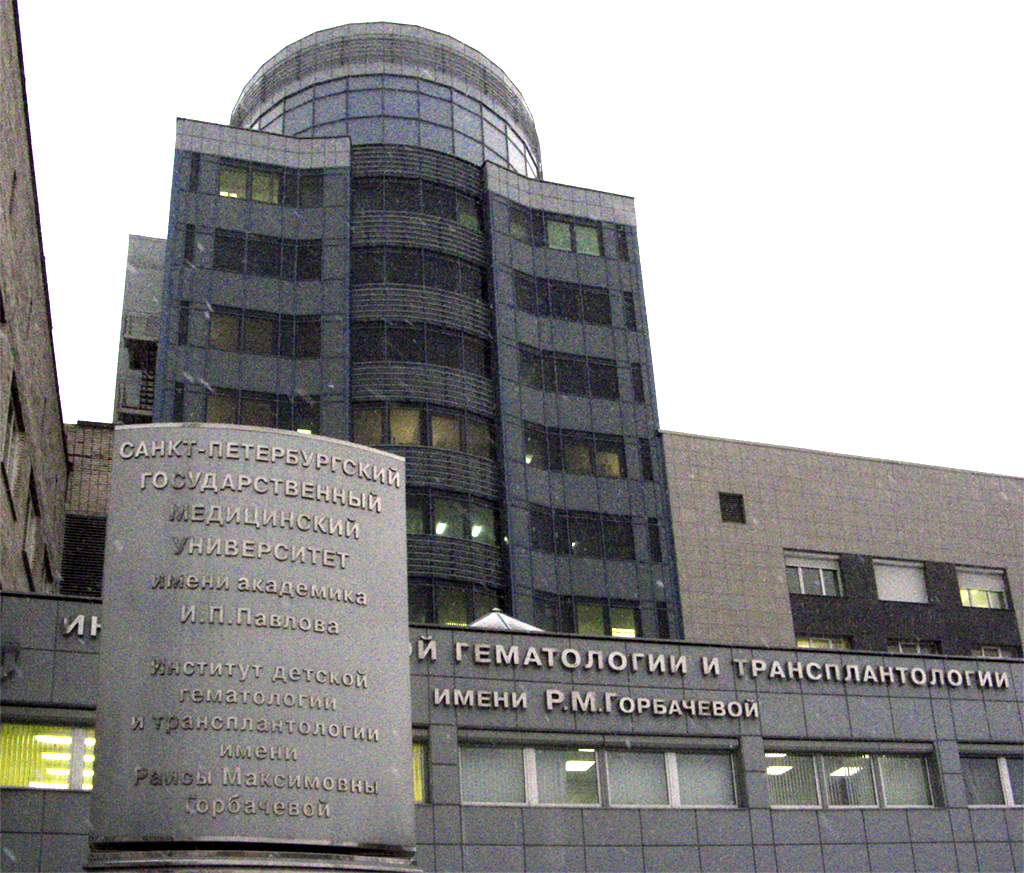
انستیتوی هماتولوژی و پیوند اعضا

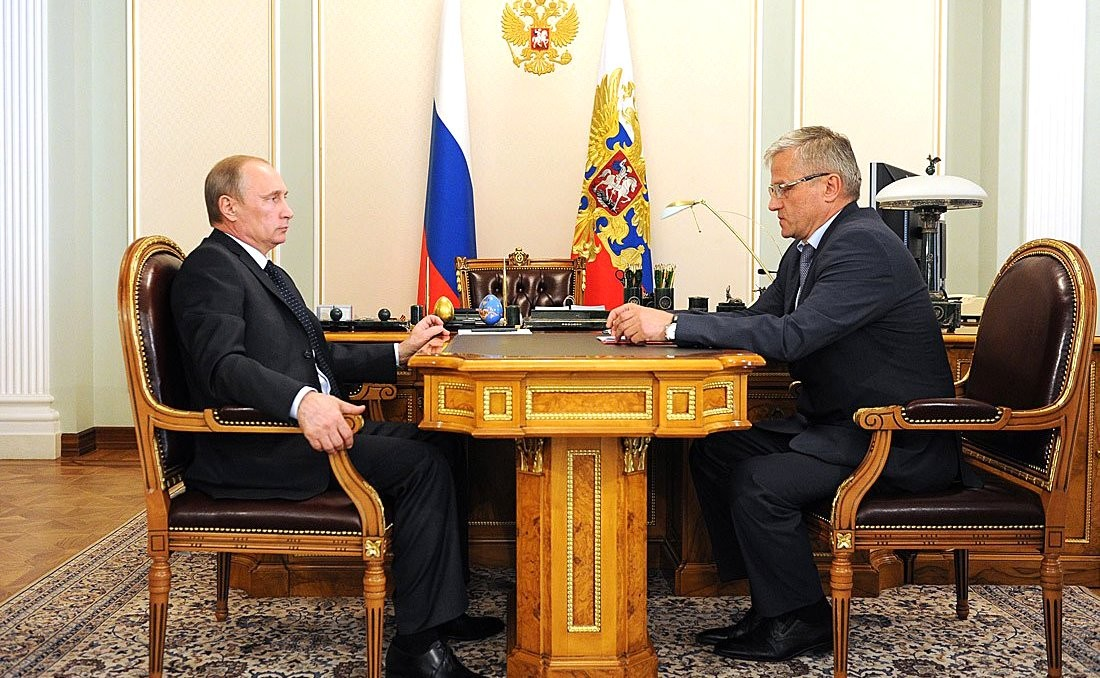
رئیس کل دانشگاه دکتر باگننکو، در دیدار با ریاست جمهوری روسیه ولادمیر پوتین

- مرکز ایمونولوژی، آسم و آلرژی و آلرگولوژی
- کلینیک پوست و بیماری‌های مراقبتی
- مرکز خون‌شناسی و انکولوژی
- کلینیک تخصصی قلب و عروق
- مرکز جراحی و پیوند قلب
- مرکز لیزر پزشکی
- مرکز جراحی قفسه سینه
- کلینیک اورولوژی و بیماری‌های کلیه
- بیمارستان تخصصی مغز و اعصاب
- مرکز تخصصی چشم پزشکی
- کلینیک پیوند مغز استخوان
- مرکز بیماری‌های داخلی و غدد

## شخصیت‌های معروف
- پیتر آنوخین (۱۹۷۴–۱۸۹۸): بیولوژیست و فیزیولوژیست، نویسنده نظریه سیستم‌های عملکردی.
- ناتالیا بختروا (۲۰۰۸–۱۹۲۴) دانشمند علوم اعصاب و روان‌شناس، برقرار کننده ارتباط بین دو علم نوروفیزیولوژی و روان‌شناسی.
- مارتا هلنا نوبل اولینیکوف (۱۹۷۳–۱۸۸۱) پزشک انسان دوستی که عضوی از خانواده نوبل بود.
- الکساندر روزنباوم: پزشک، شاعر، نویسنده، خواننده و بازیگر.
- النا بونر (۲۰۱۱–۱۹۲۳) فعال حقوق بشر
- پروفسور الکساندر اسکورومتس: دانشمند علوم اعصاب، نویسنده کتاب بیماری‌های اعصاب و همچنین کتاب جراحی مغز و اعصاب.
- پروفسور والری کازاکوف: متخصص نئورولوژی، و نویسنده صدها مقاله در زمینه علوم عصبی و بیماری‌های عضلانی.